# Elaeocarpus pulchellus
Elaeocarpus pulchellus är en tvåhjärtbladig växtart som beskrevs av Brongn. & Gris. Elaeocarpus pulchellus ingår i släktet Elaeocarpus och familjen Elaeocarpaceae. Utöver nominatformen finns också underarten E. p. oreogena.